# ارسلان خلعتبری
ارسلان خلعتبری (۱۲۸۳ تنکابن - ۱۳۵۵ اصفهان) وکیل دادگستری، نویسنده و سیاستمدار دوره پهلوی بود. او سه دوره نماینده مجلس شورای ملی، از بنیانگذاران کانون وکلای دادگستری، مدت کوتاهی شهردار تهران و همچنین استاندار گیلان بود.
امیر ارسلان خلعتبری تنکابنی فرزند علی‌قلی‌خان خلعتبری و نوه سپهدار تنکابنی بود. تحصیلات ابتدایی را در زادگاهش و دوره متوسطه را در تهران سپری کرد و در سال ۱۳۱۰ موفق به اخذ مدرک لیسانس قضائی از مدرسه عالی حقوق تهران شد.
خلعتبری به وکالت دادگستری مشغول شد. پس از تبعید رضاشاه در سال ۱۳۲۰ خلعتبری وکالت وراث سردار اسعد بختیاری را در کیفرخواست علیه پزشک احمدی به عهده‌ گرفت که در نهایت، پزشک احمدی محکوم و در بهمن‌ ۱۳۲۲ اعدام شد.
خلعتبری در سال ۱۳۲۶ طرحی به منظور اصلاح قانون وکالت تهیه کرد و برای تمام وکلای آن زمان فرستاد. هدف او استقلال وکلای دادگستری و مصونیت آنها از تعلیق به وسیله دستگاه مجریه بود، بعدها همین طرح مبنای تصویب لایحه قانونی استقلال کانون وکلا شد.
او سالها عضو هیئت مدیره و نایب رئیس کانون وکلا بود. مدتی استاندار گیلان بود و در سال ۱۳۳۰ به مدت یک ماه شهردار تهران شد. پس از کودتای ۲۸ مرداد ۱۳۳۲ به نمایندگی از بابل به مجلس رفت و سه دوره بر کرسی نمایندگی نشست (دوره‌های هجدهم تا بیستم).
ارسلان خلعتبری در مهر ۱۳۵۵ در حالی که برای دفاع از پرونده‌ای به اصفهان رفته بود، دچار سکته قلبی شد و در همان شهر درگذشت.

## آثار[۵]
- خلیج فارس و امنیت آن
- نقش دادگستری در جامعه
- دخالت قوه مقننه در وظایف قوه قضاییه
- مدارکی در حقانیت ایران بر جزایر تنگه هرمز
- دادگستری هماهنگ با زمان
- ورقی از تاریخ مشروطه